# DAF YP-408
De YP-408 was een Nederlands gepantserd infanterietransportvoertuig. Het werd in de voorste linies gebruikt om infanteristen snel en beschermd te verplaatsen. De bemanning bestaat uit twee tot tien soldaten. De pantserinfanteristen treden samen op met tanks.
De YP-408 heeft een laag silhouet en is bijzonder geluidsarm. Hij is niet amfibisch.
Het pantservoertuig heeft acht wielen waarvan er zes worden aangedreven, de voorste twee en de achterste vier. Deze aandrijflijn is hetzelfde als die van de militaire vrachtwagen DAF YA-328, de zogenoemde H-aandrijving. De beide voorassen, waarvan de wielen onafhankelijk zijn geveerd, zijn gestuurd. De romp is zelfdragend.
De YP werd geproduceerd van 1959 tot 1968 en was in gebruik bij de Nederlandse Koninklijke Landmacht van 1964 tot en met 1989.

## Pantserwagens
Voor de Tweede Wereldoorlog produceerde DAF in 1939 de DAF M39 pantserwagen. Eind jaren vijftig zou er opnieuw een pantserwagen ontwikkeld worden: de YP-408. In 1960 bouwde DAF nog een prototype van een licht bepantserde vierwielaangedreven verkenningswagen: de DAF YP-104.
Verder bouwde DAF in licentie in de jaren tachtig de YPR-765 en ontwikkelde DAF Special Constructions in 1996 met het Duitse Krauss-Maffei Wegmann de Fennek.

## Geschiedenis YP-408
De YP-408 werd ontwikkeld om de infanterie snel en beschermd naar en op het gevechtsveld te verplaatsen. Het geheel in Nederland ontworpen en gefabriceerde pantserwielvoertuig werd in 1959 in beproeving genomen. Het ontwerp van het voertuig is gebaseerd op dat van de DAF YA-328. Doordat gebruik werd gemaakt van een groot aantal onderdelen van deze 'Dikke Daf' drie-tons vrachtwagen was het voertuig gemakkelijk in het bestaande militaire bevoorradings- en onderhoudssysteem op te nemen.
Alle YP's, met uitzondering van de PWAT en PWGWT waren voorzien van een ringaffuit waarop een zwaar Browning M2 .50 (12.7 mm) machinegeweer kon worden gemonteerd. Ook hebben alle YP’s een rookbuslanceerinrichting die bestaat uit twee groepen van drie lanceerlopen die voor aan de buitenzijde van de romp zijn gemonteerd.
Er werden 750 YP’s gebouwd: (429 PWI’s (waarvan 29 omgebouwd tot PWRDR en 55 tot PWAT); 179 PWCO’s; 28 PWGWT’s; 86 PWMR’s en 28 PWV’s.
Samen met de AMX PRI deed het voertuig dienst bij de pantserinfanterie tussen 1965 en 1986. Tussen 1986 en 1989 werd de YP 408 in Nederland vervangen door het FMC YPR 765 pantserrupsvoertuig. De AMX was al eerder uit dienst genomen.
Voorjaar 1987 was de oefening Last Wheels van 12 Pantserinfanteriebrigade de laatste waarin de Nederlandse landmacht nog op grote schaal gebruik maakte van de YP 408. Van 30 maart tot 10 april 1987 werd onder brigade-generaal J.W.C. van Ginkel geoefend door de staf van 1 Divisie '7 December'. Gedurende twaalf dagen waren 7700 man, 110 Leopard 1, 210 pantservoertuigen (YP 408, YPR 765 en M-113) en 2300 vracht- en personenauto's actief. Deze oefening vond plaats in het toenmalige West-Duitsland, in het gebied tussen Wildeshausen, Bassum, Syke en Diepholz. De naam Last Wheels was door de divisieleiding speciaal voor deze gelegenheid gekozen, omdat dit de laatste maal was dat de YP 408 aan een dergelijke grootschalige oefening deelnam voor de vervanging van de YP 408 door de YPR 765.

## Buitenland

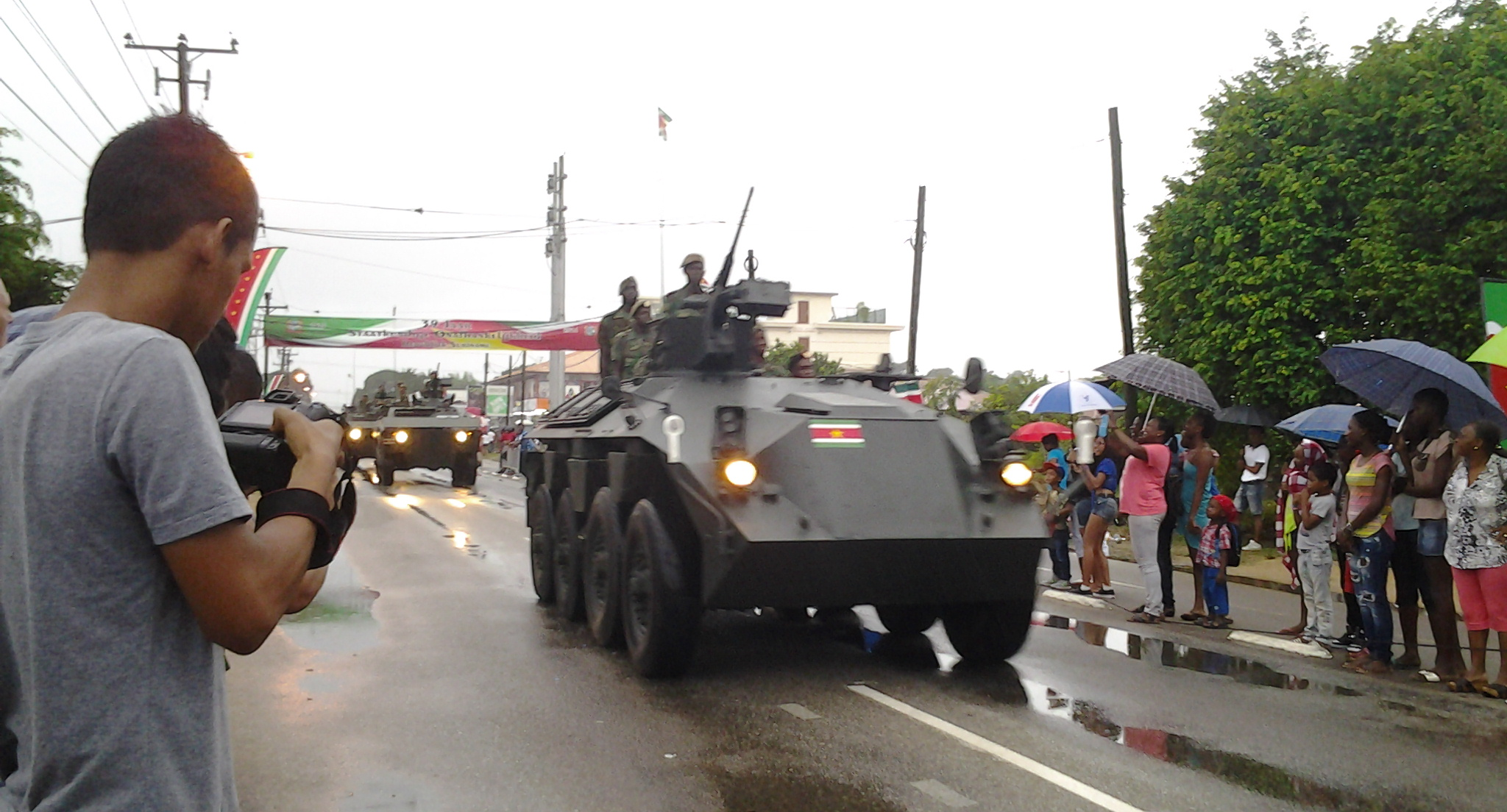
Een YP-408 van het Nationaal Leger van Suriname

Na opheffing van de Nederlandse Troepenmacht in Suriname in 1975 werden de vijf in Suriname aanwezige PWI-GR’s overgenomen door het Nationaal Leger van Suriname. Ze vormden bij en na de staatsgreep van 1980 een prominent machtsmiddel. Eén voertuig werd aan het einde van de couppoging onder leiding van luitenant Rambocus in maart 1982 onherstelbaar beschadigd. Deze YP staat nu als monument aan de noordkant van het terrein van de Memre Buku-kazerne.
In maart 1992 werden 28 YP's (6x PWCO en 22x PWI-GR) aan Portugal geschonken. Deze YP's deden dienst bij de "Polícia Aérea" oftewel Luchtmachtpolitie. In 2015 stonden nog 15 stuks te wachten op sloop op de luchtmachtbasis van Alverca (PT)

## Type aanduiding
De typeaanduiding (YP-408) is op de volgende manier samengesteld;
- Y = militair voertuig
- P = pantserwagen,
- 4 = laadvermogen in tonnen,
- 0 = de serie,
- 8= het aantal wielen

## Uitvoeringen YP-408
Van de YP bestonden verschillende uitvoeringen:

### PWI
De Pantser Wiel Infanterie-uitvoering was de basisversie waar alle andere versies van zijn afgeleid, en was tevens de meest voorkomende uitvoering. Deze uitvoering biedt plaats aan 1 chauffeur, 1 schutter, 1 commandant en zeven infanteristen. De PWI was bewapend met een zware Browning M2 .50 mitrailleur. Anders dan het PWI GRoepsvoertuig (PWI-GR) beschikte de sub-versie PWI-PC voor de PelotonsCommandant over een extra radio en bevestigingsklemmen voor de Carl Gustav M2CG TLV en later M47 Dragon antitankwapens.

### PWAT
De bovenzijde van de Pantser Wiel Anti Tank was voorzien van twee gelijke luiken. In de manschappenruimte stond een hydraulische installatie waarop een draadgeleid TOW antitankraket systeem kon worden gemonteerd. Tevens waren er in het voertuig rekken geplaatst waarin de TOW raketten konden worden opgeborgen. De TOW kon zowel vanaf het voertuig, als vanaf een grondaffuit buiten het voertuig worden afgevuurd.

### PWCO
De Pantser Wiel COmmandovoering-uitvoering was het voertuig van de compagnies- en bataljonscommandanten. Het was uitgerust met een klaptafel, een dieselgestookte kachel en meerdere radio’s. Naast de chauffeur, boordschutter en CC of BC was er slechts plaats voor enkele manschappen.

### PWMR
De Pantser Wiel MoRtier-uitvoering is aangepast om als trekker van de 120mm Brandt Rayé mortier te fungeren. Naast de chauffeur en boordschutter, was er plaats voor een mortiergroep van vijf man (inclusief stukscommandant). Aan boord bevond zich de munitie voor de mortier.

### PWGWT

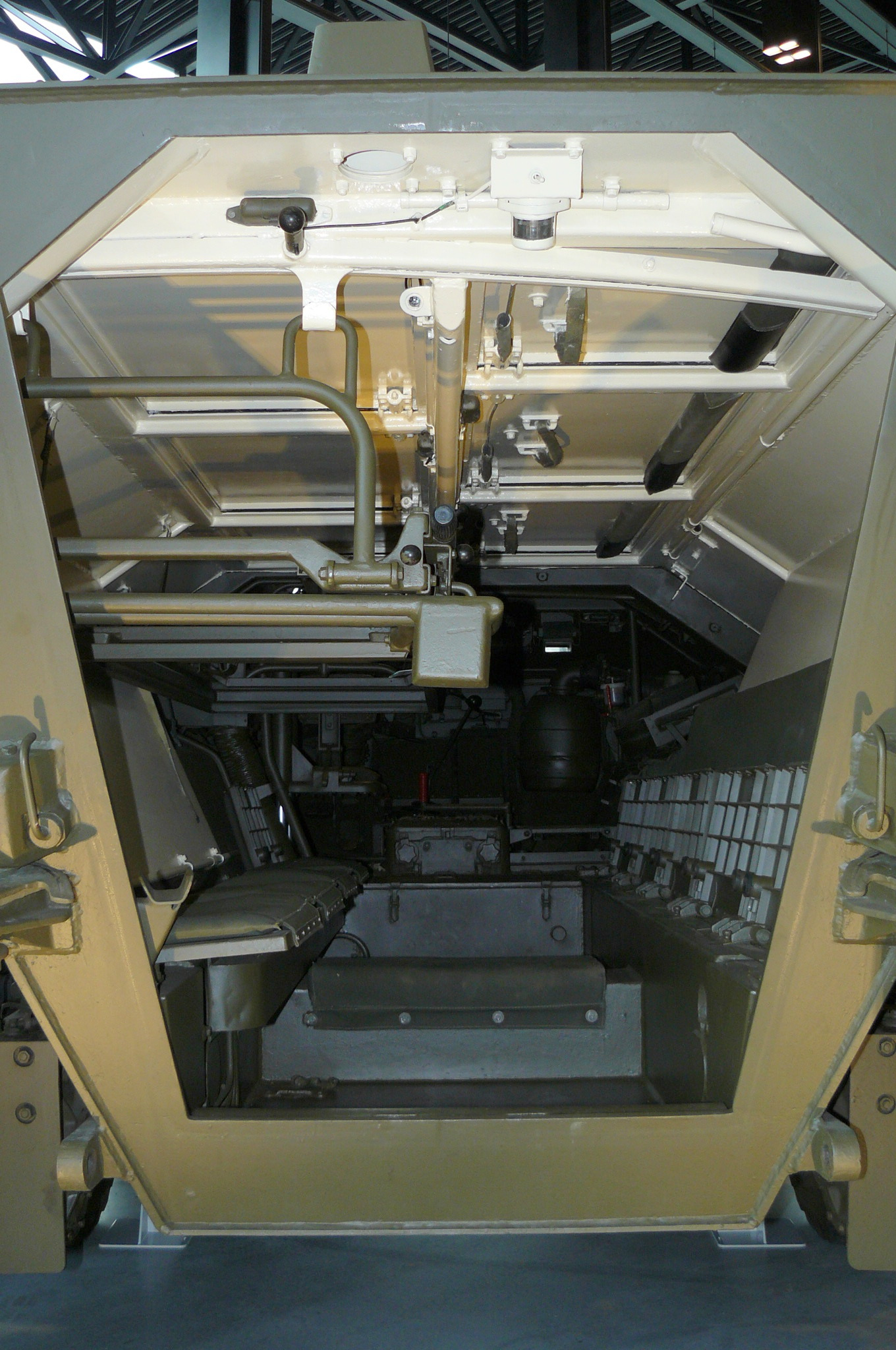
Interieurfoto YP-408 ambulance

De bemanning van de Pantser Wiel GeWonden Transport-uitvoering bestond uit de bestuurder en één en heel soms twee verplegers. Er was plaats voor twee brancards, en er waren vier zitplaatsen voor lichtgewonden. Uiteraard was het voertuig conform de Eerste conventie van Genève voorzien van het Rode Kruis-tekens en heeft dus geen bewapening. Twee reserve brancards konden buiten op het voertuig meegenomen worden.

### PWV
Drie PWV’s (Pantser Wiel Vracht-uitvoering) waren ingedeeld in iedere transportgroepen van de verzorgingspelotons van de SSV-compagnies van de infanteriebataljons. Ze was bestemd om onder bescherming van bepantsering belangrijke goederen zo dicht mogelijk bij de gebruiker in de voorste linie te brengen. In plaats van zittingen was er een laadvloer aangebracht. Het maximum laadvermogen was 1500 kg. De PWV werd bemand door een chauffeur en een boordschutter.

### PWRDR
De Pantser Wiel RaDaR kon uitgerust worden met een ZB-298 gevechtsveldbewakingsradar die op de linker zijkant van het voertuig geplaatst wordt. De bemanning bestond uit een chauffeur, commandant en twee radarbedienaars die tevens optraden als boordschutter. De radar kon ook met een driepoot buiten het voertuig worden opgesteld, waarbij de randapparatuur desgewenst binnen bleef. Drie PWRDR’s waren ingedeeld bij ieder verkenningspelotons van de infanteriebataljons.

## Museumexemplaren
Oorlogsmuseum Overloon heeft de KN 88-91 in de witte UNIFIL uitmonstering in haar collectie. In het DAF Museum in Eindhoven staat de KN 87-50. Het Nationaal Militair Museum in Soesterberg toont twee DAF's YP408: gewondentransporter KN 90-46 en groepsvoertuig KN 85-88. Deze laatste is een van de twee enig overgebleven UNIFIL YP's. In het Musee des Blindes in Saumur (F) staat een YP408 van het Nederlandse leger, waarvan ook het interieur bekeken mag worden.